# Liste der Monuments historiques in Florémont
Die Liste der Monuments historiques in Florémont führt die Monuments historiques in der französischen Gemeinde Florémont auf.

## Liste der Objekte
| Bezeichnung         | Beschreibung                                 | Standort                      | Kennzeichnung | Schutzstatus | Datum | Bild |
| ------------------- | -------------------------------------------- | ----------------------------- | ------------- | ------------ | ----- | ---- |
| Altarkreuz          | Bronze, vergoldet, 1763                      | in der Kirche St-Basle (Lage) | PM88000343    | Classé       | 1960  |      |
| Sechs Altarleuchter | Bronze, vergoldet, Ende des 18. Jahrhunderts | in der Kirche St-Basle (Lage) | PM88001394    | Inscrit      | 1980  |      |
| Hauptaltar          | Holz, farbig gefasst und vergoldet, um 1785  | in der Kirche St-Basle (Lage) | PM88000342    | Classé       | 1960  |      |
| Prozessionskreuz    | Bronze, Ende des 16. Jahrhunderts            | in der Kirche St-Basle (Lage) | PM88000344    | Classé       | 1964  |      |